# こじまたけし
こじま たけしは、日本の漫画家。山形県出身。初連載となる『PLUG-プラグ-』以前は小嶋武史名義で活動していた。

## 経歴
2011年、『週刊少年サンデー超』（小学館）6月号より『PLUG-プラグ-』の連載を開始。
2014年、『週刊少年サンデー超』4月号より犬村小六のライトノベル『とある飛空士への恋歌』のコミカライズの連載を開始。
2018年10月17日より『WEBコミックガンマぷらす』（竹書房）にて『強制レンアイ』の連載を開始。
2021年7月25日より『サンデーうぇぶり』（小学館）にて『コヅクリメイヴ』の連載を開始。

## 受賞歴
- 「カミカクシ」（まんがカレッジ、2004年5月期 あと一歩で賞）※26歳時点
- 「ブレイクシュート」（週刊少年ジャンプ ストーリーキング、第13回 ネーム部門 最終候補）※27歳時点
- 「キーボーイ」（週刊少年ジャンプ ストーリーキング、第13回 ネーム部門 最終候補）※27歳時点
- 「イメージスロウ」（まんがカレッジ、2005年11月期 努力賞）※27歳時点
- 「TENMA。」（まんがカレッジ、2006年3・4月期 入選）※28歳時点

## 作品

### 連載
- PLUG-プラグ-（『週刊少年サンデー超』2011年6月号[1] - 2013年6月号、全5巻）
- とある飛空士への恋歌（原作：犬村小六、『週刊少年サンデー超』2014年4月号[2] - 2015年11月号[5]、全4巻） - コミカライズ
- 栃ノ木のどかのアイドル日常（原案協力：海道いちご、『サンデーうぇぶり』[6]2017年2月25日 - 2018年4月15日、全2巻）
- 強制レンアイ（『WEBコミックガンマぷらす』2018年10月17日[3] - 2020年4月25日、全4巻）
- コヅクリメイヴ（『サンデーうぇぶり』2021年7月25日[4] - 2022年11月27日、全3巻）

### 読切
- 大和心霊相談者（『マガジンFRESH』2002年09月03日号）
- TENMA。（『週刊少年サンデー超』2006年9月25日号）
- -R-（『週刊少年サンデー超』2007年3月25日号）
- パペット・ピオ（『週刊少年サンデー超』2008年3月25日号）
- ドラゴンジョッキー（『クラブサンデー』2009年9月29日）
- リペアマスター（『クラブサンデー』2010年11月23日）

以上の読切作品はすべて小嶋武史名義である。

### イラスト
- 俺の幼なじみは宇宙人に侵略されている（原作：橘九位、講談社ラノベ文庫、2017年）

## 師匠
- 若木民喜[7][8]（『神のみぞ知るセカイ』）